# Prima Lega 1969-1970 (calcio)
La Prima Lega 1969-1970, campionato svizzero di terza serie, si concluse con la vittoria del Vevey-Sports.

## Regolamento
Scopo del torneo è quello di ottenere due promozioni e sei retrocessioni.
Torneo svolto in due fasi: la prima fase vede le 39 squadre partecipanti suddivise, con criterio regionale, in tre gironi composti da 13 squadre ciascuno, in cui le prime due classificate di ogni girone, si affrontano nella fase finale, in un minitorneo a sei, per stabilire le due squadre promosse in Lega Nazionale B. Le ultime due squadre di ciascun girone vengono retrocesse direttamente in Seconda Lega. La fase finale vede incontri ad eliminazione diretta.

## Girone ovest

### Classifica finale
|  | Pos. | Squadra                   | Pt | G  | V  | N | P  | GF | GS | DR  |
|  | ---- | ------------------------- | -- | -- | -- | - | -- | -- | -- | --- |
|  | 1.   | Vevey                     | 35 | 24 | 16 | 3 | 5  | 49 | 20 | +29 |
|  | 2.   | Monthey                   | 32 | 24 | 14 | 4 | 6  | 66 | 34 | +32 |
|  | 3.   | Stade Nyonnais            | 28 | 24 | 11 | 6 | 7  | 48 | 32 | +16 |
|  | 4.   | Raron                     | 27 | 24 | 9  | 9 | 6  | 34 | 33 | +1  |
|  | 5.   | Meyrin                    | 24 | 24 | 10 | 5 | 9  | 40 | 41 | -1  |
|  | 6.   | Chênois                   | 24 | 24 | 9  | 6 | 9  | 29 | 31 | -2  |
|  | 7.   | Le Locle-Sports           | 24 | 24 | 11 | 2 | 11 | 41 | 46 | -5  |
|  | 8.   | Minerva Berna             | 24 | 24 | 9  | 6 | 9  | 24 | 36 | -12 |
|  | 9.   | Berna                     | 21 | 24 | 9  | 3 | 12 | 42 | 34 | +8  |
|  | 10.  | Yverdon                   | 19 | 24 | 6  | 7 | 11 | 30 | 36 | -6  |
|  | 11.  | ASI Audax-Friul Neuchâtel | 19 | 24 | 7  | 5 | 12 | 23 | 45 | -22 |
|  | 12.  | US Campagnes              | 17 | 24 | 6  | 5 | 13 | 26 | 39 | -13 |
|  | 13.  | Malley                    | 17 | 24 | 7  | 3 | 14 | 31 | 56 | -25 |

Legenda:

      Ammessa alla fase finale per la promozione in Lega Nazionale B 1970-1971.

      Retrocessa in Seconda Lega 1970-1971.

Note:
Due punti a vittoria, uno a pareggio, zero a sconfitta.

## Girone centrale

### Classifica finale
|  | Pos. | Squadra           | Pt | G  | V  | N  | P  | GF | GS | DR  |
|  | ---- | ----------------- | -- | -- | -- | -- | -- | -- | -- | --- |
|  | 1.   | Delémont          | 37 | 24 | 15 | 7  | 2  | 47 | 20 | +27 |
|  | 2.   | Moutier           | 33 | 24 | 14 | 5  | 5  | 47 | 26 | +21 |
|  | 3.   | Burgdorf          | 29 | 24 | 11 | 7  | 6  | 43 | 28 | +15 |
|  | 4.   | Dürrenast         | 28 | 24 | 10 | 8  | 6  | 51 | 33 | +18 |
|  | 5.   | Porrentruy        | 27 | 24 | 8  | 11 | 5  | 34 | 26 | +8  |
|  | 6.   | Breite Basilea    | 24 | 24 | 9  | 6  | 9  | 47 | 44 | +3  |
|  | 7.   | Soletta           | 21 | 24 | 7  | 7  | 10 | 39 | 37 | +2  |
|  | 8.   | Emmenbrücke       | 20 | 24 | 7  | 6  | 11 | 24 | 32 | -8  |
|  | 9.   | Nordstern         | 20 | 24 | 8  | 4  | 12 | 30 | 43 | -13 |
|  | 10.  | Zofingen          | 19 | 24 | 7  | 5  | 12 | 34 | 46 | -12 |
|  | 11.  | Breitenbach       | 19 | 24 | 7  | 5  | 12 | 37 | 52 | -15 |
|  | 12.  | Concordia Basilea | 18 | 24 | 6  | 6  | 12 | 27 | 42 | -15 |
|  | 13.  | Sursee            | 17 | 24 | 6  | 5  | 13 | 28 | 59 | -31 |

Legenda:

      Ammessa alla fase finale per la promozione in Lega Nazionale B 1970-1971.

      Retrocessa in Seconda Lega 1970-1971.

Note:
Due punti a vittoria, uno a pareggio, zero a sconfitta.

## Girone est

### Classifica finale
|  | Pos. | Squadra             | Pt | G  | V  | N  | P  | GF | GS | DR  |
|  | ---- | ------------------- | -- | -- | -- | -- | -- | -- | -- | --- |
|  | 1.   | Baden               | 34 | 24 | 14 | 6  | 4  | 35 | 20 | +15 |
|  | 2.   | Buochs              | 32 | 24 | 13 | 6  | 5  | 49 | 27 | +22 |
|  | 3.   | Locarno             | 27 | 24 | 9  | 9  | 6  | 24 | 21 | +3  |
|  | 4.   | Zugo                | 26 | 24 | 8  | 10 | 6  | 28 | 20 | +8  |
|  | 5.   | Amriswil            | 26 | 24 | 9  | 8  | 7  | 40 | 34 | +6  |
|  | 6.   | Küsnacht            | 24 | 24 | 8  | 8  | 8  | 26 | 27 | -1  |
|  | 7.   | Frauenfeld          | 23 | 24 | 9  | 5  | 10 | 30 | 33 | -3  |
|  | 8.   | Rorschach           | 23 | 24 | 7  | 9  | 8  | 29 | 32 | -3  |
|  | 9.   | Uster               | 23 | 24 | 9  | 5  | 10 | 35 | 39 | -4  |
|  | 10.  | Vaduz               | 22 | 24 | 7  | 8  | 9  | 32 | 33 | -1  |
|  | 11.  | Red Star Zurigo     | 21 | 24 | 5  | 11 | 8  | 32 | 36 | -4  |
|  | 12.  | SCI Juventus Zurigo | 18 | 24 | 6  | 6  | 12 | 23 | 35 | -12 |
|  | 13.  | Oerlikon/Polizei    | 13 | 24 | 4  | 5  | 15 | 28 | 54 | -26 |

Legenda:

      Ammessa alla fase finale per la promozione in Lega Nazionale B 1970-1971.

      Retrocessa in Seconda Lega 1970-1971.

Note:
Due punti a vittoria, uno a pareggio, zero a sconfitta.

## Fase Finale
La fase finale stabilisce le due squadre promosse in Lega Nazionale B.

### Primo turno
7 e 14 giugno 1970
| Baden | 0 - 4 e 1 - 3 | Monthey |

| Delémont | 3 - 3 e 1 - 3 | Buochs |

| Vevey | 3 - 1 e 3 - 2 | Moutier |

### Secondo turno
21 e 28 giugno 1970
| Buochs | 1 - 0 e 0 - 2 | Vevey |

| Monthey | 1 - 0 e 2 - 3 | Delémont |

### Relegazione in Seconda Lega
In seguito alla nascita del Neuchâtel Xamax Football Club Serrières dalla fusione tra il Cantonal Neuchâtel e lo Xamax, in Prima Lega resta un posto libero che si contendono le squadre pen'ultime classificate di ogni girone.
20 giugno 1970
| Malley | 2 - 1 | US Campagnes |

| Concordia Basilea | 3 - 1 | SCI Juventus Zurigo |

28 giugno 1970
| Malley | 0 - 3 | Concordia Basilea |

In seguito a questi risultati (l'incontro tra Juventus e Malley é ininfluente e quindi non disputato) il Concordia di Basilea mantiene il suo posto in Prima Lega.

## Verdetti Finali
- Vevey-Sports vincitore del torneo.
- Vevey-Sports e FC Monthey promosse in Lega Nazionale B
- US Campagnes di Ginevra, ES Malley, FC Sursee, SC Juventus di Zurigo e Polizei di Oerlikon retrocesse in Seconda Lega.